# St. Lukas (Remstädt)

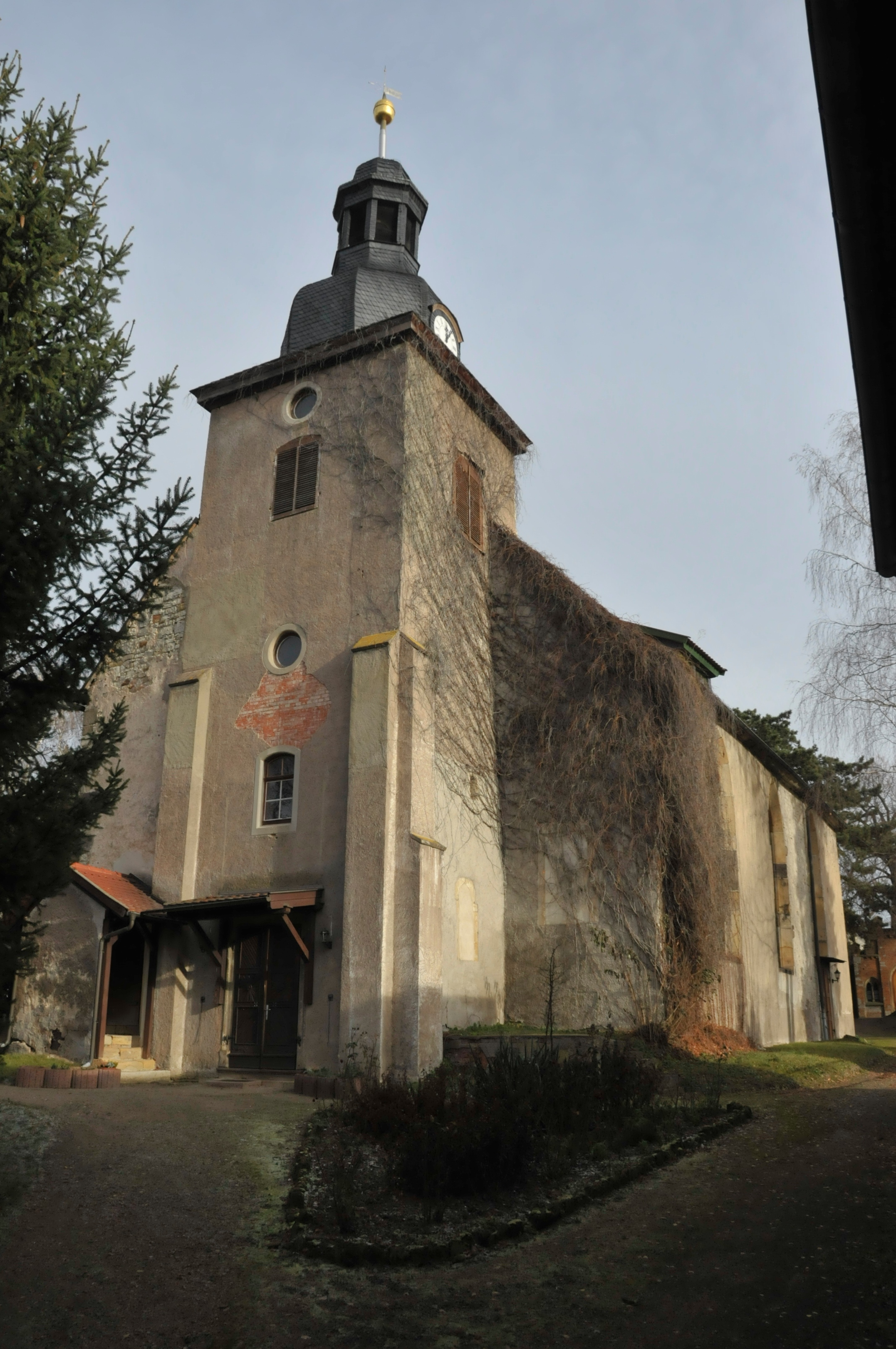
St. Lukas

Die evangelisch-lutherische Pfarrkirche St. Lukas steht in Remstädt, einem Ortsteil der Landgemeinde Nessetal im thüringischen Landkreis Gotha.

## Gemeindezugehörigkeit
Die Kirchengemeinden Wangenheim und Goldbach im Kirchenkreis Gotha der Evangelischen Kirche in Mitteldeutschland haben sich im Januar 2013 zur Evangelisch-Lutherischen Kirchengemeinde Emmaus Goldbach-Wangenheim zusammengeschlossen. Zu dieser großen Kirchengemeinde gehört auch das Kirchdorf Remstädt.

## Beschreibung
In die Stufe zum Chor sind die Jahreszahlen 1406 * 1560 * 1670 * 1747 eingemeißelt. Sie erinnern an die verschiedenen Bauepochen der Kirche. Im 16. Jahrhundert wurde das alte Langhaus, das sich westlich an den Kirchturm anschloss, zunächst umgebaut. Später wurde es abgerissen und ein neues errichtet. Es wird heute durch den Turm betreten. Nach Johann Georg August Galletti wurde die Kirche 1670 von Grund aus neu gebaut. Das Kirchenschiff wurde 1747 und 1894 verändert. Heute präsentiert sich St. Lukas als schlichte, verputzte, mit einem Satteldach bedeckte Saalkirche mit dreiseitigem Abschluss des Chores, einem Anbau für die Sakristei und einem eingezogenen Turm im Westen.
Kirchenschiff und Chor haben einheitliche, spitzbogige Fenster. Die Nordseite hat ovale Fenster aus dem 18. Jahrhundert, an der Westseite sind sie rundbogig.
Das Erdgeschoss des Turms hat ein Kreuzgratgewölbe. Bedeckt ist der Turm mit einer geschweiften, schiefergedeckten Haube und einer offenen Laterne, auf der eine Turmkugel sitzt. Im 18. Jahrhundert wurde der Turm stark verändert. Seit dem 31. Oktober 2008 (Reformationstag) läuten im Turm wieder drei Glocken. Die während des Zweiten Weltkriegs eingezogenen Bronzeglocken wurden nicht alle auf dem Hamburger Glockenfriedhof wiedergefunden. Die Glocke von 1632 hat Melchior Moeringk aus Erfurt gegossen.
Das Kirchenschiff ist mit einem Muldengewölbe überspannt. Die Emporen sind z. T. zweigeschossig. Die Brüstungen der Emporen zeigen eine kunstvolle Schablonenmalerei. Die Ausmalung von 1894 ist etwas ausgedunkelt. Inzwischen hat das Innere des Gotteshauses ihr düsteres Grau abgelegt und strahlt in hellen Farben. Der Korb des Kanzelaltars von 1749 ist mit Rocaille verziert. Das pokalförmige Taufbecken, datiert mit 1370, steht vor dem Altar. Ein Epitaph aus Sandstein von 1616 für Paulus Ludwig und Frau ist mit einem Kruzifix und Statuen der beiden Personen ausgestattet.
Die ursprüngliche Orgel mit 17 Registern, verteilt auf 2 Manuale und Pedal, wurde ca. 1857 vom Orgelbauer Gustav Koch geschaffen. Sie wurde 1880 durch eine Knauf-Orgel ersetzt.